# Сезон ФК «Карпати» (Львів) 2005—2006
| «Карпати» (Львів) у сезоні 2005—2006 | «Карпати» (Львів) у сезоні 2005—2006 |
| ------------------------------------ | ------------------------------------ |
| Ліга                                 | Перша ліга                           |
| Місце в лізі                         | 2-е                                  |
| Раунд у Кубку                        | Півфінал                             |
| Головний тренер                      | Юрій Дячук-Ставицький                |
| Тренери                              |                                      |
| Президент                            | Петро Димінський                     |
| Стадіон                              | «Україна» (Львів)                    |
| Капітан                              |                                      |
| Найбільше матчів у лізі              | Ігор Худоб'як — 33                   |
| Найкращий бомбардир у лізі           | Максим Фещук — 11                    |

Сезон «Карпат» (Львів) 2004—2005 — тридцять сьомий сезон «Карпат» (Львів). У першій лізі чемпіонату України команда посіла 2-е місце серед 18 команд і здобула путівку у вищу лігу. У Кубку України дійшла до півфіналу.

## Чемпіонат
| Місце | Клуб                              | «Карпати» — клуб | «Карпати» — клуб | І  | В  | Н  | П  | М     | О  |
| Місце | Клуб                              | удома            | у гостях         | І  | В  | Н  | П  | М     | О  |
| --- | --------------------------------- | ---------------- | ---------------- | -- | -- | -- | -- | ----- | -- |
| 1 | «Зоря» (Луганськ)                 | 0:1              | 0:1              | 34 | 27 | 6  | 1  | 74-13 | 87 |
| 2 | «Карпати» (Львів)                 |                  |                  | 34 | 25 | 5  | 4  | 53-14 | 80 |
| 3 | «Оболонь» (Київ)                  | 0:1              | 1:0              | 34 | 22 | 6  | 6  | 51-19 | 72 |
| 4 | «Нафтовик-Укрнафта» (Охтирка)     | 2:1              | 0:0              | 34 | 17 | 7  | 10 | 50-35 | 58 |
| 5 | «Динамо-2» (Київ)                 | 1:0              | 1:0              | 34 | 15 | 7  | 12 | 51-36 | 52 |
| 6 | «Газовик-Скала» (Стрий)           | 1:0              | 2:0              | 34 | 14 | 10 | 10 | 35-33 | 52 |
| 7 | «Поділля» (Хмельницький)          | 3:1              | 2:1              | 34 | 14 | 7  | 13 | 39-37 | 49 |
| 8 | «Сталь» (Дніпродзержинськ)        | 1:0              | 1:1              | 34 | 13 | 9  | 12 | 34-29 | 48 |
| 9 | «Кримтеплиця» (Молодіжне)         | 1:0              | 0:0              | 34 | 12 | 11 | 11 | 35-34 | 47 |
| 10 | «Спартак» (Івано-Франківськ)      | 2:1              | 2:0              | 34 | 10 | 15 | 9  | 33-31 | 45 |
| 11 | «Шахтар-2» (Донецьк)              | 1:0              | 1:0              | 34 | 12 | 8  | 14 | 37-42 | 44 |
| 12 | «Геліос» (Харків)                 | 1:0              | 1:0              | 34 | 12 | 8  | 14 | 26-35 | 44 |
| 13 | «Динамо-ІгроСервіс» (Сімферополь) | 4:1              | 1:1              | 34 | 10 | 8  | 16 | 40-51 | 38 |
| 14 | «Енергетик» (Бурштин)             | 0:0              | 3:1              | 34 | 8  | 12 | 14 | 31-44 | 36 |
| 15 | ЦСКА (Київ)                       | 3:0              | 3:0              | 34 | 8  | 8  | 18 | 25-52 | 32 |
| 16 | «Борисфен» (Бориспіль)            | 2:0              | 2:1              | 34 | 3  | 14 | 17 | 23-46 | 23 |
| 17 | «Спартак» (Суми)                  | -:-              | 4:1              | 34 | 5  | 5  | 24 | 28-68 | 20 |
| 18 | ФК «Бершадь» (Бершадь)            | 3:0              | 4:1              | 34 | 3  | 4  | 27 | 14-60 | 4  |
| 26 квітня 2006 Бюро ПФЛ вирішило анулювати результат матчу «Карпати» — «Спартак» Суми (2:1) через відсутність спортивної боротьби, обом командам зарахувати технічні поразки −:−. Також обидві команди оштрафували на 5 тисяч у.о. |                                   |                  |                  |    |    |    |    |       |    |

### Статистика гравців
У чемпіонаті за клуб виступали 30 гравців:
| Футболіст                       | Дата народження   | Країна   | Ігри     | Голи     |          |
| Воротарі                        | Воротарі          | Воротарі | Воротарі | Воротарі | Воротарі |
| ------------------------------- | ----------------- | -------- | -------- | -------- | -------- |
| Мартищук Юрій Васильович        | 22 квітня 1986    | Україна  | 10       | 4п       |          |
| Налепа Мацей Павел              | 31 березня 1978   | Польща   | 2        | 0п       |          |
| Тлумак Андрій Богданович        | 7 березня 1979    | Україна  | 11       | 5п       |          |
| Шуст Богдан Романович           | 4 березня 1986    | Україна  | 14       | 5п       |          |
| Захисники                       |                   |          |          |          |          |
| Іщенко Микола Анатолійович      | 9 березня 1983    | Україна  | 27       | 4        |          |
| Квасюк Василь Іванович          | 14 січня 1986     | Україна  | 2        | 0        |          |
| Лапко Микола Романович          | 11 жовтня 1976    | Україна  | 26       | 0        |          |
| Петрівський Тарас Степанович    | 3 лютого 1984     | Україна  | 19       | 0        |          |
| Процик Андрій Васильович        | 17 липня 1986     | Україна  | 3        | 0        |          |
| Распопов Андрій Миколайович     | 25 червня 1978    | Україна  | 29       | 5        |          |
| Романюк Віталій Вікторович      | 22 лютого 1984    | Україна  | 2        | 0        |          |
| Тимчишин Олег Миронович         | 8 липня 1977      | Україна  | 30       | 0        |          |
| Федорів Володимир Миколайович   | 29 липня 1985     | Україна  | 24       | 0        |          |
| Півзахисники                    |                   |          |          |          |          |
| Бобилєв Володимир Володимирович | 6 липня 1984      | Україна  | 12       | 0        |          |
| Веприк Олег Олексійович         | 2 квітня 1983     | Україна  | 19       | 0        |          |
| Годвін Самсон                   | 11 листопада 1983 | Нігерія  | 31       | 2        |          |
| Женюх Олег Васильович           | 22 березня 1987   | Україна  | 3        | 0        |          |
| Пірес Діого Жозе                | 18 грудня 1981    | Бразилія | 10       | 0        |          |
| Поліванов Віктор Васильович     | 8 квітня 1983     | Україна  | 7        | 0        |          |
| Пшеничних Сергій Миколайович    | 19 листопада 1981 | Україна  | 31       | 1        |          |
| Стус Микола Миколайович         | 18 травня 1983    | Україна  | 8        | 0        |          |
| Сучков Аляксєй Вячаслававіч     | 10 червня 1981    | Білорусь | 27       | 2        |          |
| Ткачук Андрій Миколайович       | 18 листопада 1987 | Україна  | 5        | 0        |          |
| Худоб'як Ігор Ярославович       | 20 лютого 1985    | Україна  | 33       | 5        |          |
| Шмаков Євген Вікторович         | 7 червня 1985     | Україна  | 28       | 5        |          |
| Шолін Ігор Миколайович          | 4 червня 1985     | Україна  | 1        | 0        |          |
| Нападники                       |                   |          |          |          |          |
| Роша Батіста Вільям             | 28 лютого 1979    | Бразилія | 28       | 8        |          |
| Голбан Александру Георге        | 28 лютого 1979    | Молдова  | 15       | 3        |          |
| Платон Руслан Сергійович        | 12 січня 1982     | Україна  | 31       | 6        |          |
| Фещук Максим Ігорович           | 25 листопада 1985 | Україна  | 30       | 11       |          |

## Кубок України
| Етап | Дата              | Господар              | Рахунок | Гість                 |
| ---- | ----------------- | --------------------- | ------- | --------------------- |
| 1/32 | 13 серпня 2005    | «Гірник» (Кривий Ріг) | 2:3     | «Карпати» (Львів)     |
| 1/16 | 21 вересня 2005   | «Карпати» (Львів)     | 1:0     | «Чорноморець» (Одеса) |
| 1/8  | 26 жовтня 2005    | «Карпати» (Львів)     | 1:0     | «Шахтар» (Донецьк)    |
| 1/4  | 23 листопада 2005 | «Карпати» (Львів)     | 1:0     | «Ворскла» (Полтава)   |
| 1/2  | 22 березня 2006   | «Карпати» (Львів)     | 0:2     | «Динамо» (Київ)       |
| 1/2  | 12 квітня 2006    | «Динамо» (Київ)       | 1:0     | «Карпати» (Львів)     |